# 名城公園

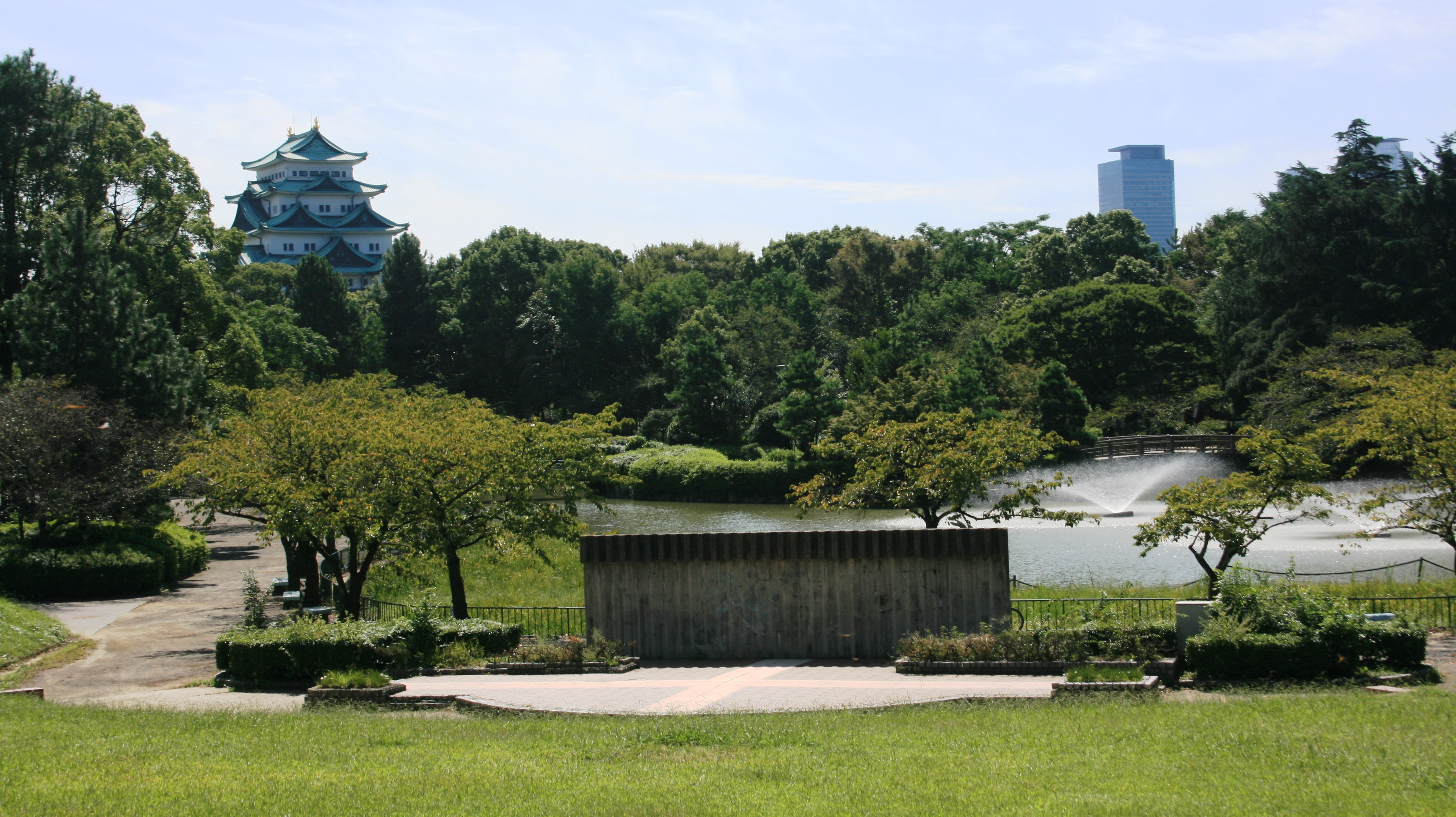
名城公園

名城公園（Meijō Park）是一座位於日本名古屋市中區及北區的市區公園，1931年正式開幕。該公園的名字「名城」源於公園內名古屋城自身的漢字簡寫形式。

## 園內施設

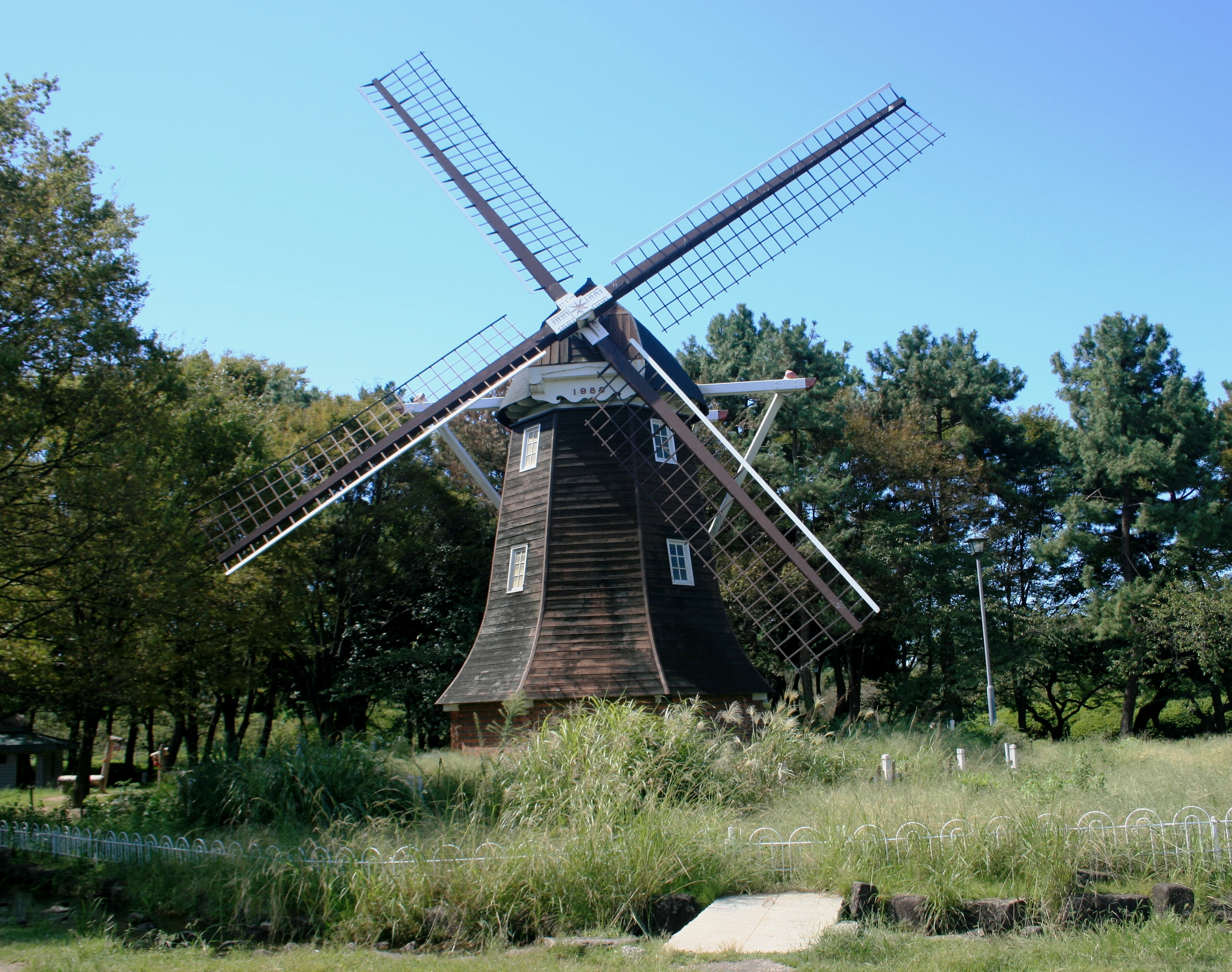
荷蘭風車

- 愛知縣體育館
- 愛知縣體育會館
- 名城庭球場
- 名城公園棒球場
- Flower Plaza

- 荷蘭風車
- 蓮池、菖蒲池
- 名城游泳池
- 名古屋市市政資料館

## 交通方式
乘客可以從名古屋市營地下鐵名城線名城公園車站或市役所車站下車後徒步數分鐘直到此公園。名城公園站是該公園的名字命名，而地下鐵名城線，是公園內名古屋城的名字命名。

## 外部連結
- （英文） Information from the Nagoya Convention and Visitor's Bureau